# ヴォルタ・アン・アルガルヴェ
ヴォルタ・アン・アルガルヴェ (ポルトガル語: Volta ao Algarve) は、ポルトガル、アルガルヴェ地方で行われている、自転車競技・ロードレースのステージレース。
レースランクは2016年までUCIヨーロッパツアー2.1、2017年から2019年まではUCIヨーロッパツアー2.HC、2020年からはUCIプロシリーズに設定されている。

## 概要
創設は1936年だが、政情不安等の事情があり、通年開催化されたのは1977年からである。当初は自国・ポルトガル国籍の選手の優勝者が大半を占めていたが、温暖なアルガルヴェ地方で例年2月中旬頃に開催されることから、概ね21世紀に入って、著名ロードレース選手のシーズン始動レースとして位置づけられるようになった。2009年・2010年には、アルベルト・コンタドールが連覇を果たしている。

## 歴代優勝者
- 1936 —  ジョアキン・フェルナンデス
- 1947 —  セラフィム・パウロ
- 1948 —  エドゥアルド・ニコラウ
- 1960 —  ジョゼ・マヌエル・マルケス
- 1961 —  アントニオ・ピスコ
- 1962-1976 — 中止
- 1977 —  ベルミロ・シルヴァ
- 1978 —  ジョアキン・アンドラデ
- 1979 —  フィルミーノ・ベルナルディーノ
- 1980 —  フィルミーノ・ベルナルディーノ
- 1981 —  ベルミロ・シルヴァ
- 1982 —  アレクサンドレ・ルアス
- 1983 —  アデリーノ・テイクセイラ
- 1984 —  ベルミロ・シルヴァ
- 1985 —  エドゥアルド・コレイア
- 1986 —  マヌエル・クーニャ
- 1987 —  マヌエル・クーニャ
- 1988 —  ジョアキン・ゴメス
- 1989 —  フェルナンド・カルヴァーニョ
- 1990 —  フェルナンド・カルヴァーニョ
- 1991 —  ジョアキン・アドレゴ・アンドラデ
- 1992 —  ジョアキン・ゴメス
- 1993 —  カシオ・フレイタス
- 1994 —  ヴィクトル・ガミト
- 1995 —  カシオ・フレイタス
- 1996 —  アルベルト・アマラル
- 1997 —  カンディド・バルボザ
- 1998 —  トマーシュ・コネチュニー
- 1999 —  メルチョル・マウリ
- 2000 —  アレックス・ツェーレ
- 2001 —  アンドレア・フェッリガート
- 2002 —  カンディド・バルボザ
- 2003 —  クラウス・ミカエル・メラー
- 2004 —  フロイド・ランディス
- 2005 —  フーゴ・サビド
- 2006 —  ジョアン・カブレイラ
- 2007 —  アレッサンドロ・ペタッキ
- 2008 —  ステイン・デヴォルデル
- 2009 —  アルベルト・コンタドール
- 2010 —  アルベルト・コンタドール
- 2011 —  トニー・マルティン
- 2012 —  リッチー・ポート
- 2013 —  トニー・マルティン
- 2014 —  ミハウ・クフャトコフスキ
- 2015 —  ゲラント・トーマス
- 2016 —  ゲラント・トーマス
- 2017 —  プリモシュ・ログリッチ
- 2018 —  ミハウ・クフャトコフスキ
- 2019 —  タデイ・ポガチャル
- 2020 —  レムコ・エヴェネプール
- 2021 —  ジョアン・ロドリゲス（英語版）
- 2022 —  レムコ・エヴェネプール
- 2023 —  ダニエル・フェリペ・マルティネス
- 2024 —  レムコ・エヴェネプール
- 2025 —  ヨナス・ヴィンゲゴー